# Szavinszkij
Szavinszkij  (oroszul: Савинский) városi jellegű település Oroszország Arhangelszki területén, a Pleszecki járásban.		
Lakossága: 7661 fő (a 2010. évi népszámláláskor).

## Elhelyezkedése
Az Arhangelszki terület nyugati részén, Pleszeck járási székhelytől 35 km-re északnyugatra, a Jemca és mellékfolyója, a Seleksza egyesülésénél helyezkedik el. A legközelebbi vasútállomás a kb. 10 km-re fekvő Seleksza, a Konosa–Arhangelszk vasúti fővonalon.

## Története
A települést a helyi cementgyár építésekor, 1961 végén alapították. Gazdaságának alapja és hosszú időn át a lakosság legnagyobb munkaadója a cementmű volt. A vállalatot a szovjet korszakban azzal a céllal létesítették, hogy az ország északnyugati régiójának építőiparát, így a közeli Mirnij város és Pleszeck űrrepülőtér építkezéseit is ellássa. A ma már az Eurocement csoporthoz tartozó kombinát még a 21. század elején is korszerűtlen és erősen környezetszennyező technológiával üzemelt. 2014-ben a gyár már nem termelt, működését – hivatalos bejelentés szerint a 2018-ra befejeződő modernizációig – leállították.